# Qualicum Beach Airport
Qualicum Beach Airport är en flygplats i Kanada.   Den ligger i provinsen British Columbia, i den sydvästra delen av landet, 3 600 km väster om huvudstaden Ottawa. Qualicum Beach Airport ligger 61 meter över havet.
Terrängen runt Qualicum Beach Airport är platt. Havet är nära Qualicum Beach Airport åt nordost.Närmaste större samhälle är Qualicum Beach, 3,4 km väster om Qualicum Beach Airport. 
I omgivningarna runt Qualicum Beach Airport växer i huvudsak blandskog. Runt Qualicum Beach Airport är det ganska glesbefolkat, med 22 invånare per kvadratkilometer.